# Pollution spatiale

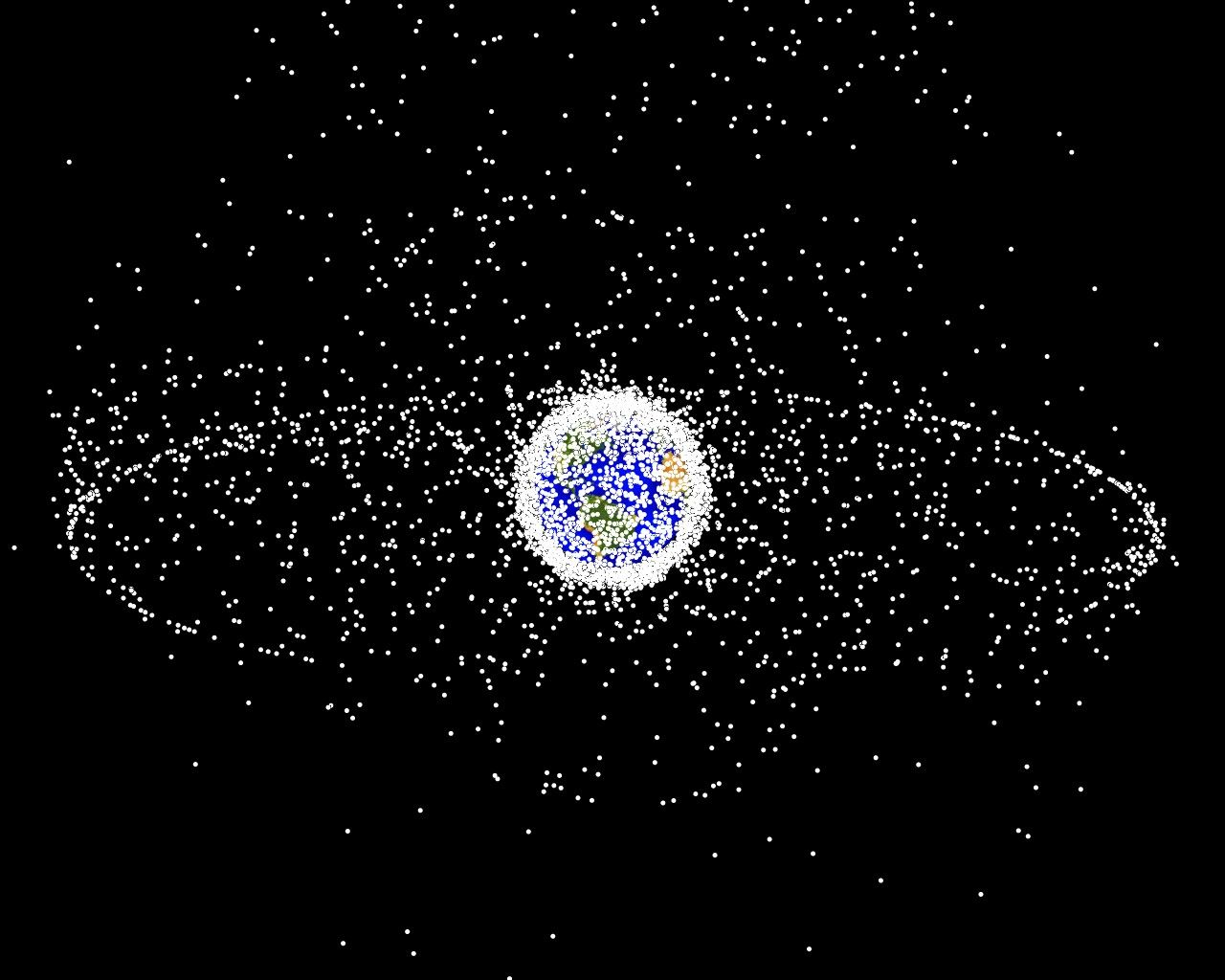
Les satellites artificiels de la Terre forment un halo de débris spatiaux.

Le terme de « pollution spatiale » s'applique aux dégradations diverses des environnements dues aux activités humaines liées à l'exploration spatiale.
La pollution spatiale peut être divisée en trois catégories : la pollution de l'espace, celle des planètes, satellites ou autres objets, ainsi que la pollution de la planète Terre elle-même.
Les risques que pourrait produire la pollution spatiale par les débris en orbite autour de la Terre sont notamment envisagés dans le scénario du syndrome de Kessler.

## Débris spatiaux
Le problème des débris spatiaux est le plus évident de tous, car le plus visible et ayant le plus de conséquences. Ces débris, d'une taille pouvant varier de quelques millimètres à la taille d'un bus, ont plusieurs origines. Les plus gros d'entre eux sont des morceaux de lanceurs spatiaux, en général les derniers étages des fusées servant à placer en orbite les satellites, ou les satellites eux-mêmes. Des débris plus petits, de tailles variables, peuvent provenir de pièces détachées de ces plus gros morceaux ; parfois à la suite de leur explosion. Certains ont même été perdus par des astronautes, alors qu'ils effectuaient des opérations de montage et de réparation. Les plus petits débris sont des particules provenant des moteurs-fusées, des éclats de peinture... Tous ces débris, lorsqu'ils entrent en collision, génèrent d'autres débris plus petits.
La grande vitesse de ces fragments leur donne une énergie cinétique importante : à titre d'exemple, une bille d'aluminium de 1,3 mm de diamètre lancée à 10 km/s (soit une vitesse commune pour un débris spatial), a l'énergie d'une balle de carabine 22 long rifle. Ces débris sont donc une menace pour les activités humaines dans l'espace : des satellites, les navettes américaines ou des stations spatiales comme Mir ou la Station spatiale internationale ont dû, et devront régulièrement être changés de trajectoire pour les éviter ; la navette spatiale américaine doit être régulièrement réparée à la suite de collisions avec de petits objets en orbite. Dans certains cas, des satellites ont même été perdus à cause d'accidents ; le satellite français Cerise, ainsi qu'un satellite commercial du réseau Iridium ont été détruits lors de collisions, générant des nuages de débris supplémentaires.
La chute de ces débris sur le sol terrestre n'est par contre qu'un faible risque, car la majeure partie des fragments entrant dans l'atmosphère sont carbonisés par la chaleur due aux frottements avec l'air.

## Pollution des planètes et satellites
Cette pollution a deux aspects. Le premier, et le plus évident, est la présence sur les corps célestes explorés par l'homme des restes des sondes, robots et de leurs dispositifs d'atterrissage. La seconde, moins visible mais tout aussi importante, est la contamination de leurs environnements par les bactéries provenant de la planète Terre, emmenées par ces mêmes objets. La présence de ces bactéries pourrait à terme poser plusieurs problèmes, comme la perturbation des recherches de vie extra-terrestre effectuées par les exobiologistes : comment savoir si une bactérie trouvée sur une planète ne provient pas de la sonde elle-même ? Les opinions concernant ces bactéries ont évolué depuis les premières missions spatiales ; si, il y a cinquante ans, la possibilité de survie de bactéries dans les environnements très difficiles que sont l'espace et les autres planètes était jugée peu probable, la découverte des bactéries extrêmophiles capables de vivre dans des conditions extrêmes, ainsi que de spores ayant survécu sur les sondes spatiales revenues sur Terre après leur mission, ont fait prendre conscience d'une possible pollution bactérienne.
Dans une optique de prévention, le Committee on Space Research (COSPAR) a publié son Planetary protection policy, texte indiquant les précautions nécessaires aux missions spatiales. Ce texte définit cinq catégories, selon le type de la planète (son intérêt pour les « études des processus des évolutions chimiques », ainsi que de la probabilité de sa contamination), et selon le type de la mission (survol lointain, mise en orbite, atterrissage, voire retour d'échantillons), et pour chacune de ces catégories, donne des recommandations concernant les précautions à prendre (risques de crashes, biodécontamination). À titre d'exemple, selon ce texte, les sondes atterrissant sur Mars comme Mars Exploration Rover entrent dans la catégorie 4, et doivent être stérilisées au niveau de 300 spores bactériennes par mètre carré.

## Pollution de la Terre
La pollution de la Terre est provoquée en partie par les activités humaines de lancements spatiaux. Entre autres, les ergols utilisés comme carburant des lanceurs sont souvent polluants. Certains débris retombant de leur orbite peuvent présenter un danger ; certains satellites embarquent des matériaux toxiques ou radioactifs, qui ne sont pas forcément consumés lors de la traversée de l'atmosphère terrestre. Un exemple de ce problème est le satellite Cosmos 954, qui utilisait un petit réacteur nucléaire ; lors de sa chute, le 24 janvier 1978, il se désintégra au-dessus du grand nord Canadien, y dispersant ses débris.

## Solutions
Ces dernières décennies des scientifiques ont tenté de chercher une solution au problème, et des moyens éventuels de dépolluer les débris se trouvant dans l'espace.
RemoveDebris, un satellite développé par le centre spatial britannique SSTL a notamment été conçu pour nettoyer l’espace de ses débris spatiaux à l’aide d’un filet et d’un harpon.